# Marie-Françoise Colombani
Pour les articles homonymes, voir Colombani.
Marie-Françoise Colombani (née le 24 novembre 1949, Marseille), est une journaliste française, rédactrice en chef, éditorialiste, grand reporter au magazine ELLE, autrice, scénariste et défenseure des droits des femmes et des migrants.

## Biographie

### Formation
De 1984 à 1986, elle intègre L'Écho des savanes en tant que rédactrice en chef adjointe aux côtés de Claude Maggiori avec Martin Veyron, Georges Wolinski.

### Carrière
Représentée par l'agence AAW de Catherine Winckelmuller, elle entre, en 1986, au journal ELLE comme rédactrice en chef du magazine, puis en 1996, y redevient grand reporter et éditorialiste. Elle a interviewé entre autres: Simone Veil.
En 2001, elle déclare, à l’AFP, être « indignée par l’unanimité des réactions internationales et médiatiques concernant la destruction des bouddhas géants de Bamiyan alors qu’il n’y a jamais eu une telle unanimité à propos de la condition des femmes afghanes » et dénonce « la négation d'un sexe par l'autre ».
En 2005, dans Libération, Pierre Marcelle qualifie de « sexiste » le journal ELLE, critiquant la publication d'un éditorial de Marie-Françoise Colombani qui incitait à voter oui au Référendum français sur le traité établissant une constitution pour l'Europe. Cette critique est reprise par le site Acrimed qui reproche au magazine de n’avoir publié que des éditoriaux et des articles favorables au « Oui » et la traite de propagande totalitElle.
En 2007, la publication de Maintenant, son livre d'entretiens avec Ségolène Royal, entraine une vive négociation entre Hachette Littératures et Flammarion,. En 2009, selon Arrêt sur image, elle est quasiment la seule voix à s'élever contre Alain Finkielkraut critiquant l'arrestation de Roman Polanski. Elle estime que le philosophe s'est exprimé « comme un macho de la pire espèce ». Elle confie lors d’une intervention à l’École du Bondy Blog, dont elle a été une des marraines : « Un édito, ça déclenche les passions. On ne reçoit jamais de compliments mais les critiques… énormément. C’est très engageant. Mon éditorial sur l’affaire Polanski est celui qui a déclenché le plus de réactions… On est aussi jugé par ses pairs. » 
En 2011, elle réalise un documentaire au Maroc sur les petites bonnes d'Essaouira, critique dans un éditorial la proposition de loi visant à pénaliser les clients de la prostitution, défend le statut des journalistes dans l'ouvrage d'Anne Rambach, Les nouveaux intellos précaires et publie Millénium, Stieg et moi, chez Actes Sud, avec Eva Gabrielsson, compagne de Stieg Larsson privée d’héritage et cherchant en vain à obtenir les droits moraux sur son œuvre.
En 2017, elle publie un livre d'entretiens avec l'imam de Bordeaux Tareq Oubrou, La Féministe et l'Islam.
En février de la même année, Alexandre Devecchio, dans un article du Figaro concernant les tweets racistes, antisémites, homophobes et misogynes, publiés entre 2011 et 2015, sous pseudonyme par Mehdi Meklat, rappelle qu'elle a été parmi les personnes à soutenir et lancer la carrière de ce dernier, en 2010,,, dont  s'inspire le réalisateur Laurent Cantet, dans son film Arthur Rambo, sorti en 2022.
Elle crée avec Héloïse Goy le Prix du roman qui fait du bien, à Fontvieille, le village dont s'est partiellement inspiré l'écrivain Alphonse Daudet pour écrire ses Lettres de mon moulin.

### Engagement
Marie-Françoise Colombani s'intéresse principalement à la cause féministe et à la question migratoire.
En 2002, avec Chékéba Hachémi et une équipe de rédaction du Magazine ELLE, elle se rend en Afghanistan pour la création de ROZ (signifiant “le jour” en persan), premier magazine féminin afghan : 36 pages où les conseils pratiques se mêlent à l’éducation, l’information juridique, la poésie. Ce magazine est réalisé en collaboration avec une équipe de journalistes afghanes qui en prendra les rênes par la suite. ROZ paraîtra pendant de longues années grâce au soutien financier du groupe Hachette via la fondation ELLE.
Début 2009, avec la diplomate Chékéba Hachemi, elle crée l'agence de conseil EpOke, spécialisée dans l'étude, la conception et la réalisation de projets sociétaux pour les acteurs publics et privés. En collaboration avec le magazine ELLE, EpOke a publié en 2012, 2013, 2014 l'ouvrage Le Guide des Expertes (Éditions Anne Carrière) qui rassemble 500 noms de femmes expertes susceptibles d'intervenir dans les médias. Afin de renforcer la place des femmes dans la société et de leur donner plus de voix, ce guide a été envoyé aux rédactions de journaux et aux programmateurs des chaînes n'invitant pratiquement que des hommes. En 2015, EpOke confie au groupe Egaé Le Guide des expertes, devenu Projet Expertes.eu, plateforme numérique de dimensions internationales.
En 2012, elle participe au comité Refondons l'École de la République, avec Nathalie Mons, directrice du Conseil national d'évaluation du système scolaire, Christian Forestier, François Bonneau, Éric Debarbieux (nouveau Délégué ministériel à la prévention de la violence scolaire) et Georges Fotinos,.
En 2016, elle écrit le livre Bienvenue à Calais: les raisons de la colère avec les illustrations de Damien Roudeau pour “refuser la honte, dénoncer l’intolérable, sortir des chiffres et des termes génériques: migrants, réfugiés, ou le moins connu «dublinés»” . L’ensemble des bénéfices et droits d’auteurs sont reversés à l’Association l’Auberge des migrants.

## Récompenses et distinctions
- Chevalière de l'ordre des Arts et des Lettres (janvier 2013)[30].

## Publications
Entretiens
- Pour l’amour de Massoud, avec Sediqa Massoud et Chékéba Hachemi, Éditions XO, 2005.
- Maintenant, avec Ségolène Royal, Éditions Hachette Littérature, 2007.
- Millénium, Stieg et moi, avec Eva Gabrielsson, Éditions Babelio, 2011.
- Marie-Françoise Colombani (textes) et Damien Roudeau (dessins), Bienvenue à Calais : Les raisons de la colère, Arles, éd. Actes Sud, 17 février 2016, 48 p., 17 cm (ISBN 978-2-330-06256-9)[31]
- Marie-Françoise Colombani (textes) et Tareq Oubrou, L'imam et la féministe, Paris, Éditions Stock, 2017, 200 p. (ISBN 978-2-234-08186-4)
- Celle que j’ai laissée, avec Clarisse Quillet et Damien Roudeau, Éditions Actes Sud, 2021.

Romans
- Parcs naturels, 1978
- Donne-moi la main, on traverse, Éditions Fixot, 1989
- La Traversée du désir, 1992, renommé[32] Derniers Désirs, Éditions Fixot

Publications
- ELLE: une histoire des femmes 1945-2005, avec Michelle Fitoussi, Éditions Filipacchi, 2005.

## Filmographie

### Comme scénariste

#### Télévision
- 1995 : Parents à mi-temps (1 et 2), téléfilm d’Alain Tasma.
- 1999 : Eva Mag, série télévisée sur Canal+.

#### Cinéma
- 2016 : Il a déjà tes yeux, film de Lucien Jean-Baptiste.